# 弩

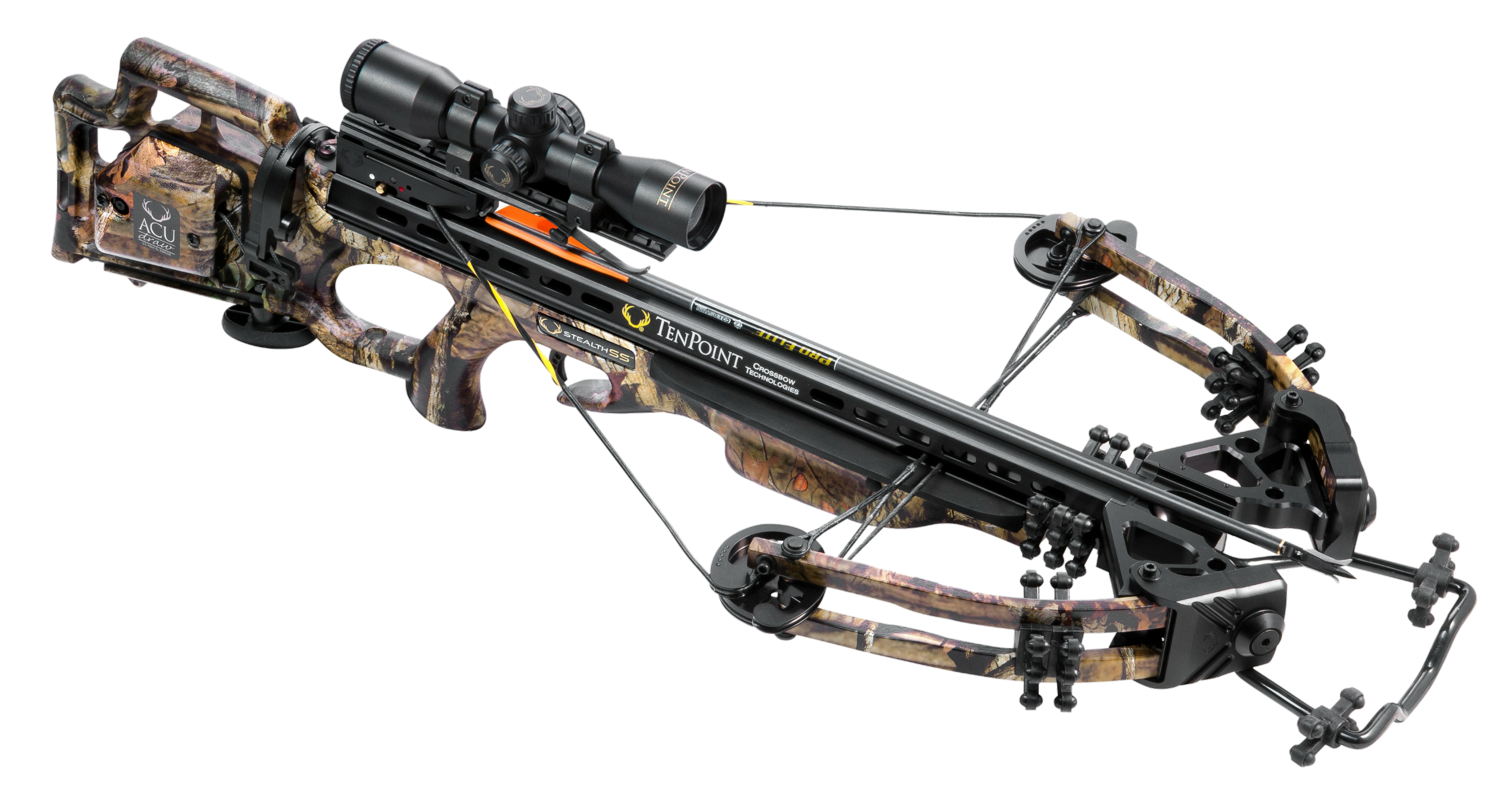
21世紀狩獵用滑輪弩。

弩，又稱弩弓，現亦稱十字弓（英語：crossbow），是一种從弓演化而成的射击兵器。

## 語源
中華人民共和國學者鄧曉華考據，弩這個漢語單字是來自南亞語系，最早來自於百越，經楚國往北傳至中國，中原各國在戰國時才開始使用這種武器。

## 结构
弩的结构主要由弩臂／弩身、弩弓／弩翼、弓弦和弩机等部分组成。按张弦的方法不同，可分为臂张弩、蹶张弩、腹張弩和腰张弩等，或使用各種張弦器來上弦。

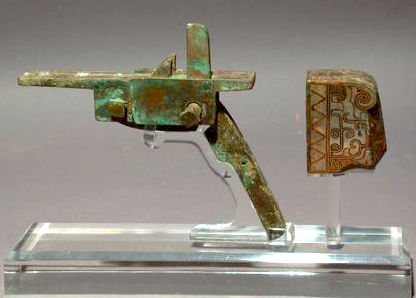
戰國晚期或漢代早期的青铜弩机和肩托套。
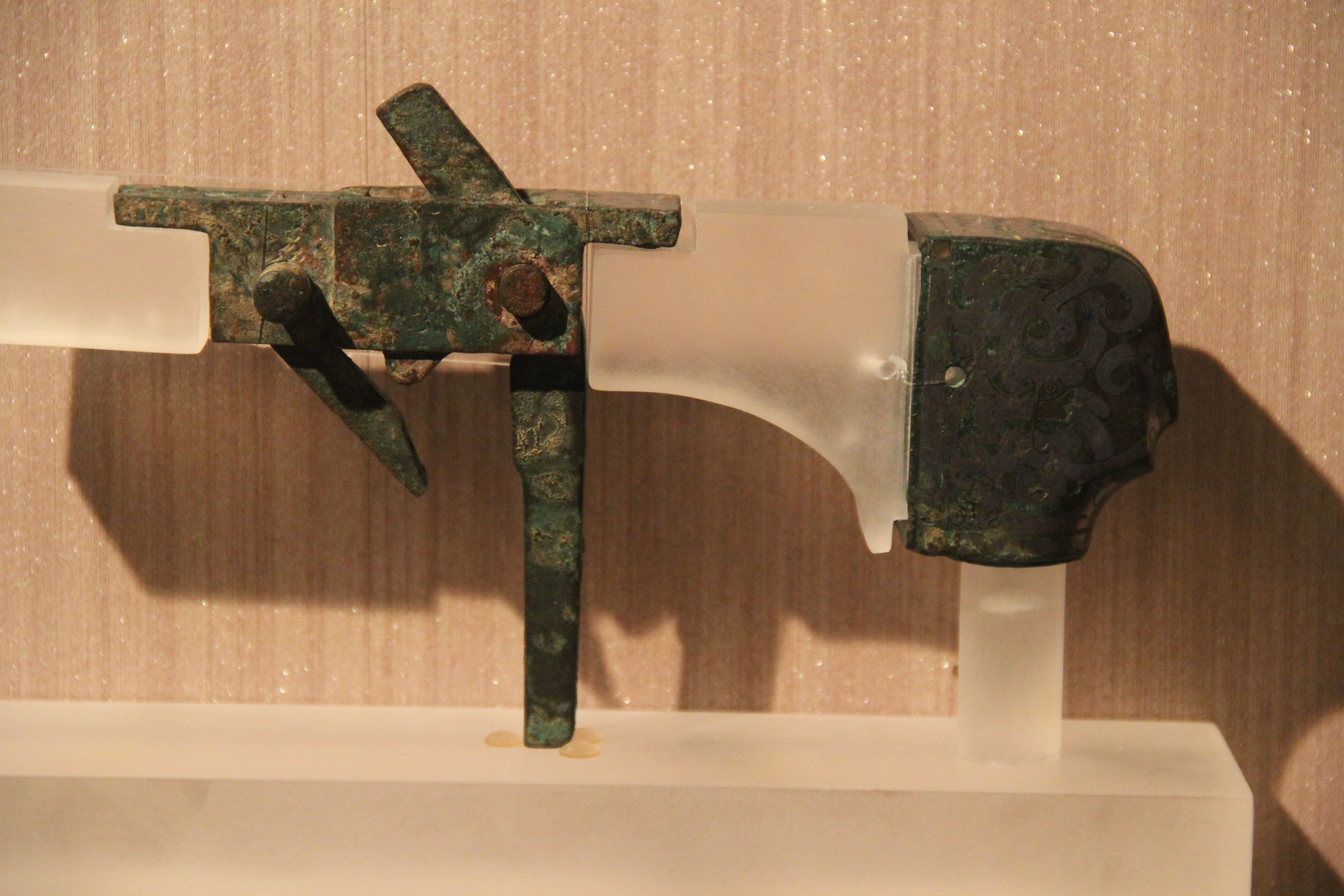
青銅弩機與肩托套。
漢代之後的弩機拆解圖。
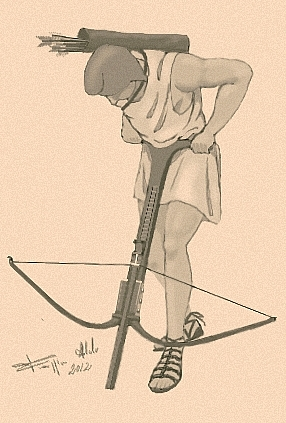
希臘腹弩上弦方式。
中世紀欧洲弩机结构：  1. 牙（nut）
  2. 弩弦（string）
  3. 弩箭（quarrel）
  4. 扳杆（trigger）

### 中國
传统的中国弩所用的弓一般使用多层竹、木片胶制的複合弓，稱作「弩翼」或「弩担」。
「弩身」因为形状与人手臂相似，因此也称「弩臂」。弩臂的前部有一横贯的容弓孔，以便固定弓，使弩弓不会左右移动。
弩身上面正中有一条放置箭簇的沟形矢道，使发射的箭能直线前进。木臂的后部嵌有一个装有机械构件，称为「弩机」；弩機主要由三塊部件構成，第一塊有挂弓弦的「牙」與瞄準用的「望山」，第二塊用於上弦後鎖住整個機構，第三塊則是有扳機功能的「懸刀」，第一塊與第三塊共用一個轉軸，第二塊則獨自一個轉軸。
弩发射时，先将弓弦向后拉，挂在钩上，把弩箭放在矢道上，瞄准目标后，扣压懸刀，牙就缩下，钩住的弓弦被释放，箭矢疾射弹出。中国弩通常配有垂直的握把，使用时和现代枪械的人机性相似。历史上一些弩还配有肩托，来辅助瞄准稳定。
中國人在戰國時期使用絞車，來幫大型弩上弦，在漢代時絞車可能也用於手持弩上。

### 歐洲
欧洲弩的弩机结构相对中國弩比较简单，通常用一个可轉動的弩牙（nut）去钩住弓弦，然后用一个横向的扳杆卡住。在射击时，扳杆被向上抬起，解放弦枕可以自由向前旋转，钩住的弓弦也被释放。
因为欧洲弩的弩机设计，使用者的手需要横握，因此弩身后方通常很细以便于夹在腋下或搭在腰间。由於歐洲弩的扳機在水平方向較長，因此歐洲弩箭的加速行程長度只有中國弩箭的三分之一，這會限制歐洲弩的威力。
歐洲弩弓的材質在10至12世紀是單體弓，通常是白臘樹或紫杉，到了13世紀開始使用複合弓，14世紀開始使用鋼製弓。
13世紀歐洲弩開始使用絞車上弦，14世紀後開始使用各種絞車、滑輪、槓桿、齒輪的組合來上弦。

### 现代
现代弩的外形与步枪十分相像，通常使用较为复杂的扳机设计。
除了传统形式的弩弓以外，也出現了弓身使用滑輪弓的滑輪弩。

## 特點
相對於弓，弩因不需要在拉弦時同时瞄准，所以对使用者的体能和技術要求都比较低。
一般來說，弩的装填时间比弓长很長，但它比弓的射程更远、杀伤力更强，而且命中率更高。

## 衍生型

### 中國
最早的連弩文獻與實物可追溯到戰國時期，是有滑塊的後拉式，結構與明朝文獻中提到的連弩不同。最早的床弩亦起源於戰國時代。
传说三國時期蜀國丞相諸葛亮發明了用拉桿快速上弦的連弩，後人曾嘗試複製，但射力在戰術上非常微弱，不能作實際軍事用途。

#### 戰國單兵弩
分兩種強度，以手臂上弦的臂張弩，另一種是用足踏上弦的蹶張弩，後者射程可比弓更遠。

#### 漢代弩
漢代在弩機外部增加了銅製的「郭」，使弩機可以承受更大的張力。
漢代弩的望山上增加了刻度，弩手瞄準時可依距離的不同，在望山上選擇適合的刻度。
漢代弩的強度有1、3、4、5、6、7、8、12石等八種，其中以6石最為常用，射程大約260公尺；亦有6石弩射程300公尺，12石弩射程600公尺的說法（1石約30公斤重）。
上弦方式有臂張弩、蹶張弩、腰引弩，後兩者需用全身力氣才能拉開；多裝備於步兵，臂張弩較輕便，多裝備於騎兵。

#### 諸葛弩
明朝有人將半自動弩改良命名為諸葛弩，由於諸葛弩上有矢彈匣，加快上矢速度，但添加矢至矢彈匣仍需弓手掩護。
諸葛亮發明的連弩與諸葛弩是不一樣的兵器，連弩發射範圍大、殺傷力大，故一弩十矢齊發，所至當時魏張郃擊斃在戰場上，對於衝鋒陷陣的軍事將領威脅極大，也稱為「元戎弩」，「元」為輪子、「戎」兵器，故稱為元戎弩；可以連續發射，一次可十矢齊發，推應該諸葛亮發明的連弩也有大型矢彈匣，其缺點拉弦需弩士七、八人。
春秋曰:
「損益連弩，謂之元戎，以鐵為矢，矢為八寸，一弩十矢俱發。」
八寸如釘約二十四公分　(現代建築用)

《天工開物》一書則敘述諸葛弩是
「機巧雖工，然其力綿甚，所及二十餘步而已，此民家防竊具，非軍國器。」
《武備誌》也提到：
「東南人喜用之，然力輕而不能傷人。」
「此弩懦夫閨婦皆可執以環守其城，一弩連發十矢，鐵簇塗以射虎毒藥，發矢一中人馬見血立斃，便捷輕巧即付騎兵亦可執以衝突，但矢力輕必藉藥耳。」

## 历史

### 中国

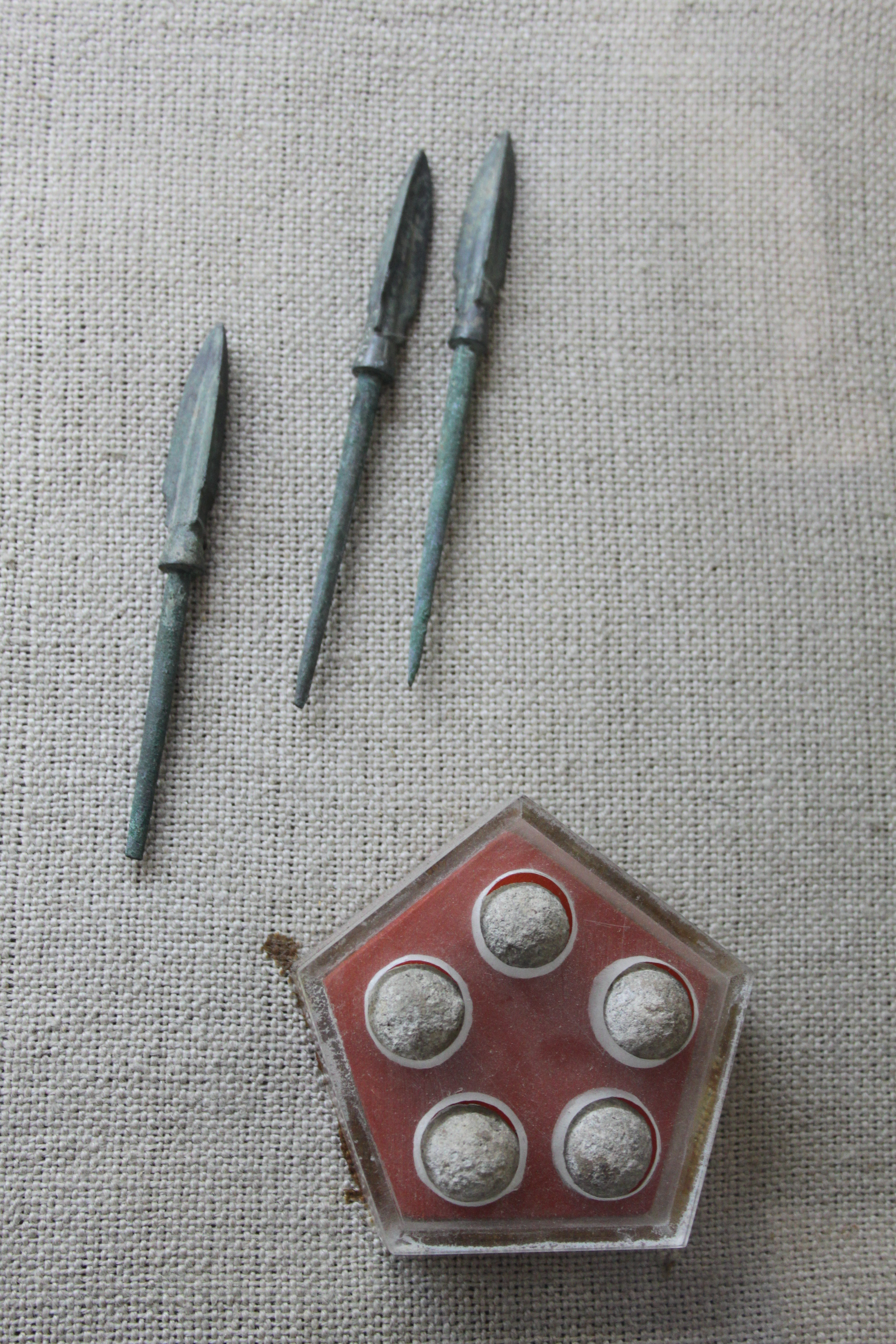
漢代弩的箭頭與鉛彈。
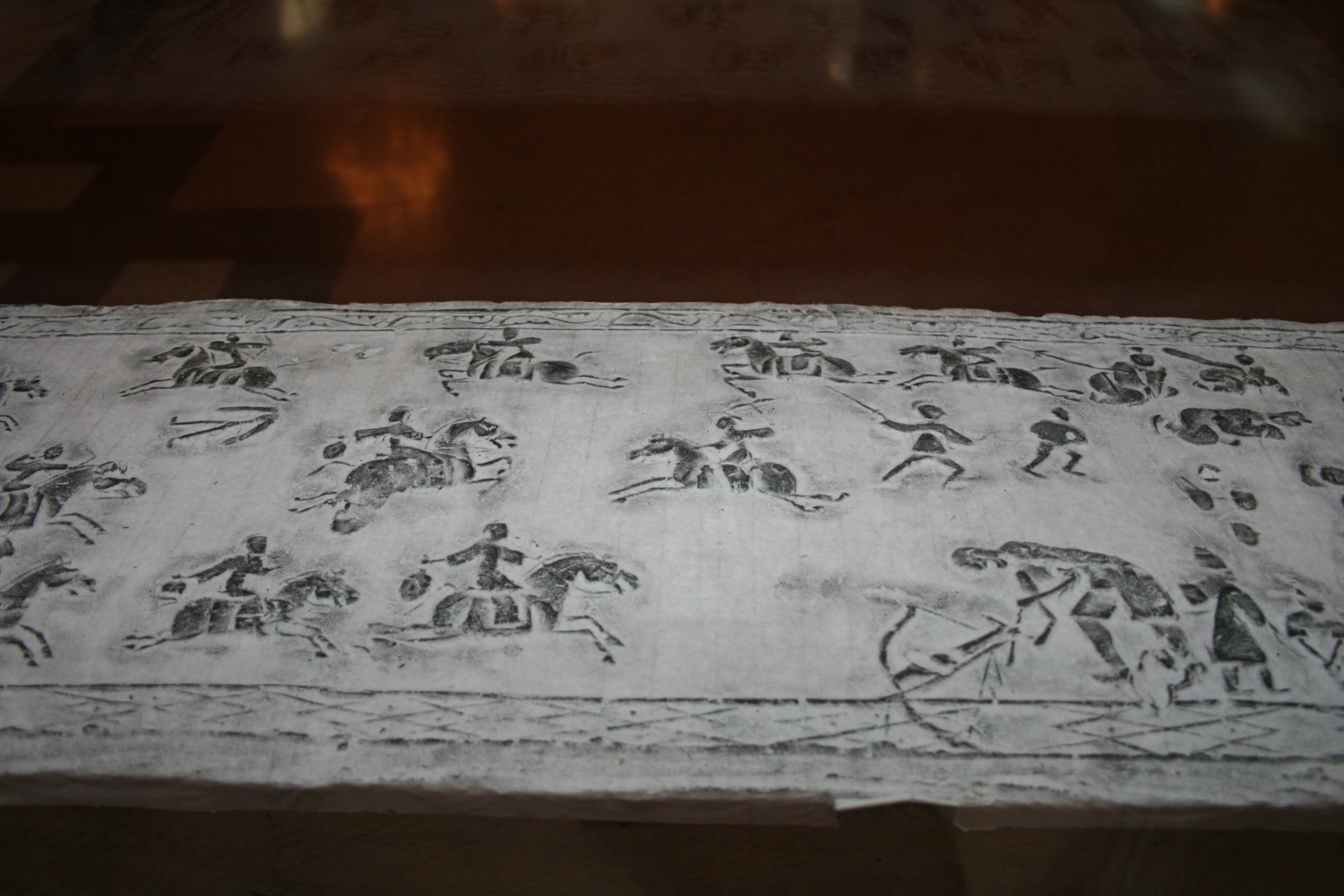
漢代的磚畫，用絞車上弦的弩。
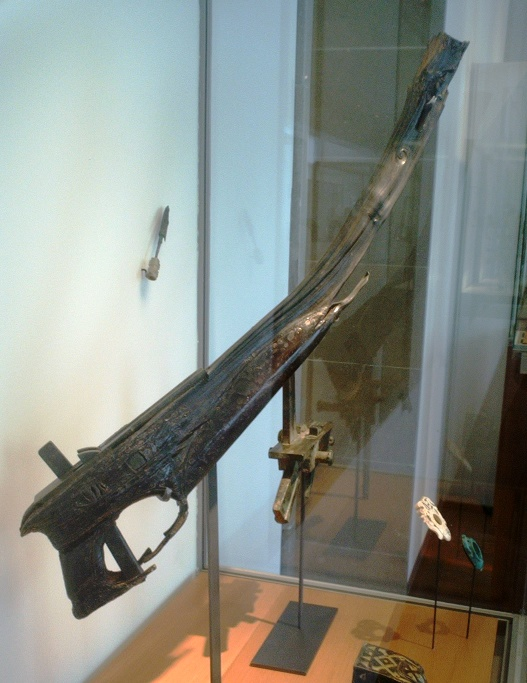
古代中國弩的實物，前2世紀。
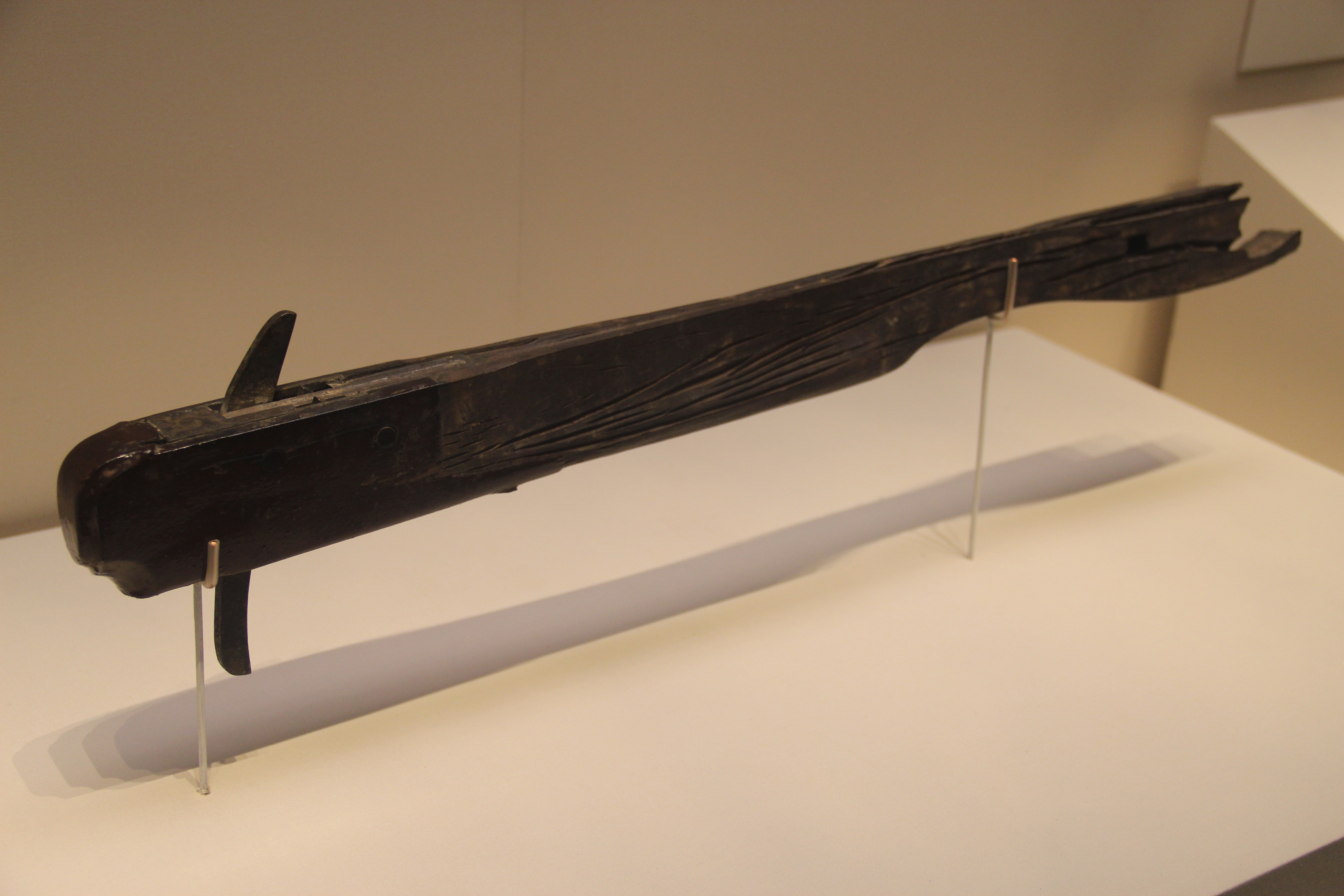
戰國時代的弩。
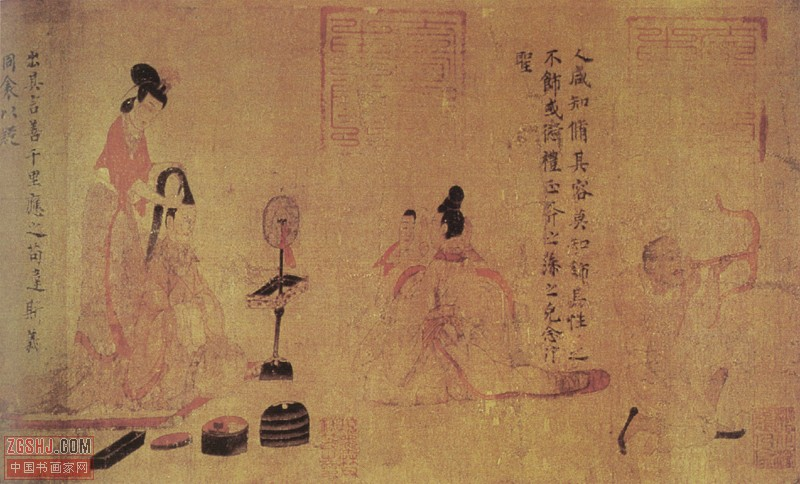
女史箴图中的弩(最右)
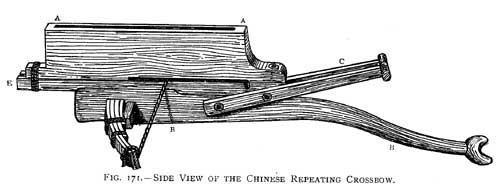
诸葛弩
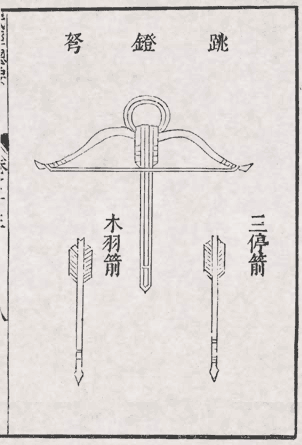
宋朝的蹶张弩
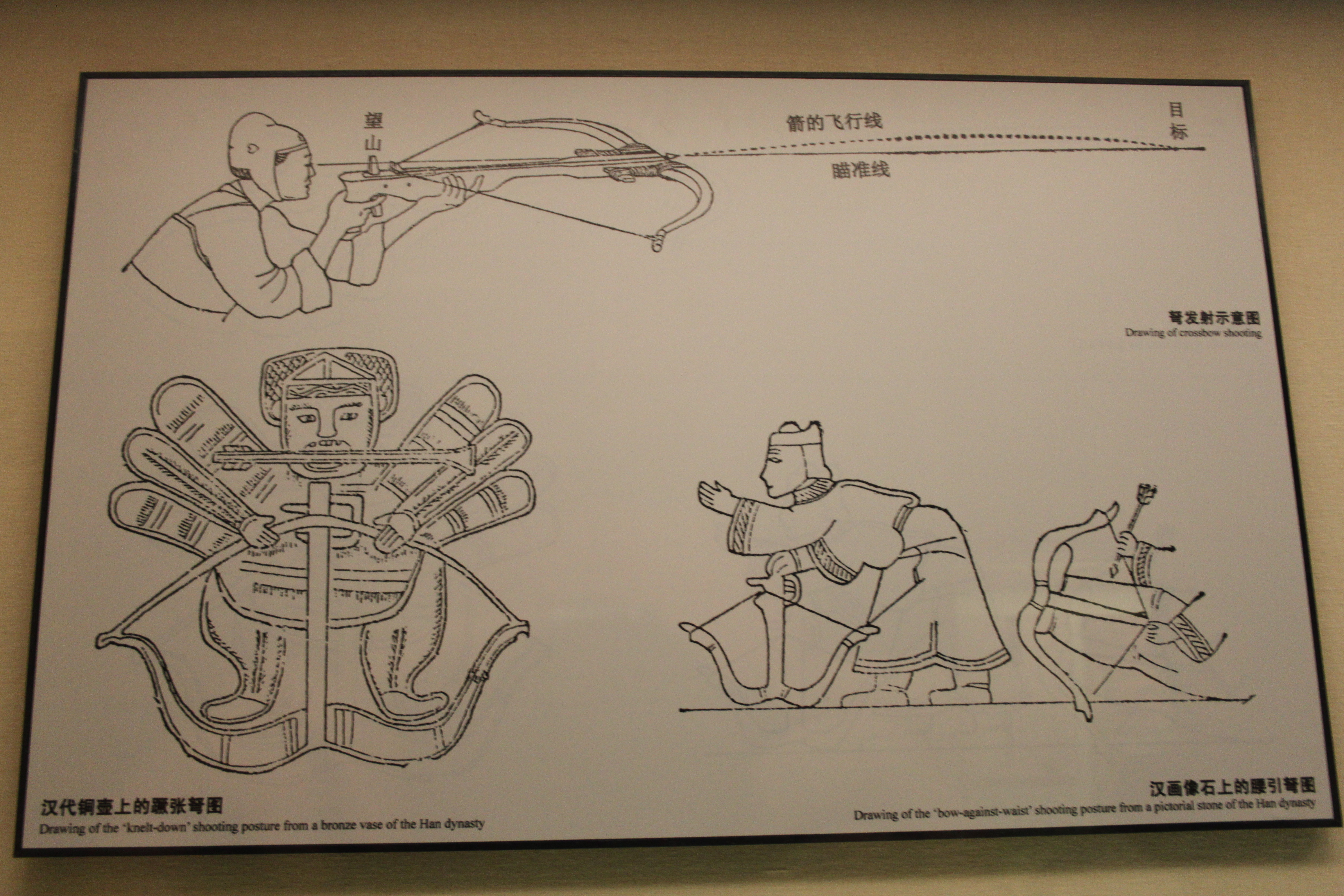
汉朝的如何使用弩的描述

中國弩的起源可能在原始社會晚期，在古越人居住區域發現許多石器弩。
考古证据显示，在中国发现了由铸青铜制成的弩锁，其历史可以追溯到公元前650年左右。在山东曲阜鲁国3号和12号墓中的发掘中也有出土，可追溯到公元前6世纪。。
日本學者滕田豐八認為中國的弩最早源自印度，經由中國南方蠻夷傳入中國。學者徐中舒研究，弩在亞洲南方廣泛傳播，在漠北少見。他認為受到亞洲南方影響，在殷商時期，中華民族在黃河流域發明了弩與弋射，再往南傳播。
最早已证实的弩早在西元前七世纪在中国古代發現。弩在战国时期及中世纪时期已经大量生产。弩在春秋晚期開始用於軍事，可能是楚國最先使用。戰國時期已經是成熟的實戰兵器。
戰國時期的弩機由青銅製作，具有瞄準用的望山，弩弓則為複合弓。戰國及西漢的文獻或人物，如莊子、京房提及中國弩以球形的彈丸作為投射物。
在東漢《吳越春秋》中，弩傳說由戰國時代楚國的楚琴氏发明；楚琴氏感到弓箭的威力还不够，便在弓上装臂，创造了第一把弩。
前342年，齐国和魏国在马陵交战，齐国军师孙膑在马陵道两侧埋伏了一万多名弩手，当魏军经过时，万弩齐发，大败魏军。
秦朝時期，弩在軍事上的應用極爲普遍，依照对秦始皇兵马俑的考古發掘，不僅是步兵，當時的騎兵也將弩作爲首要作戰兵器。由於弩重新上箭的時間非常長，故在戰術上多以弓箭作其掩護武器。
漢朝時期，弩已趨成熟。晁錯於西元前169年寫了一篇奏章上呈漢文帝，該奏章中涵蓋了他認為漢弩優於匈奴弓的主張，是文字上「弩」與「弓」明顯分家的開始。
晉朝將領馬隆憑藉腰張弩擊潰禿髮樹機能的鮮卑胡亂。
明朝的蹶張弩的力可達二、三石，而腰張弩的話可達十石。
随着火器的应用弩渐渐衰落，從明代開始，军队已经漸漸不使用弩作为战斗武器了。

### 日本
弩在日本曾于平安时代作为王朝军团的装备出现，但平安时代以因流行弓騎兵戰法，后逐渐被遗忘。
歐洲弩在明治維新傳入日本後被稱為「洋弓銃」、（Crossbow的音譯）、（洋弓銃的意譯），在把日文翻譯成英文時寫作「BOWGUN」（和制英語），有些中文書會採用弓槍之名意譯。

### 西方

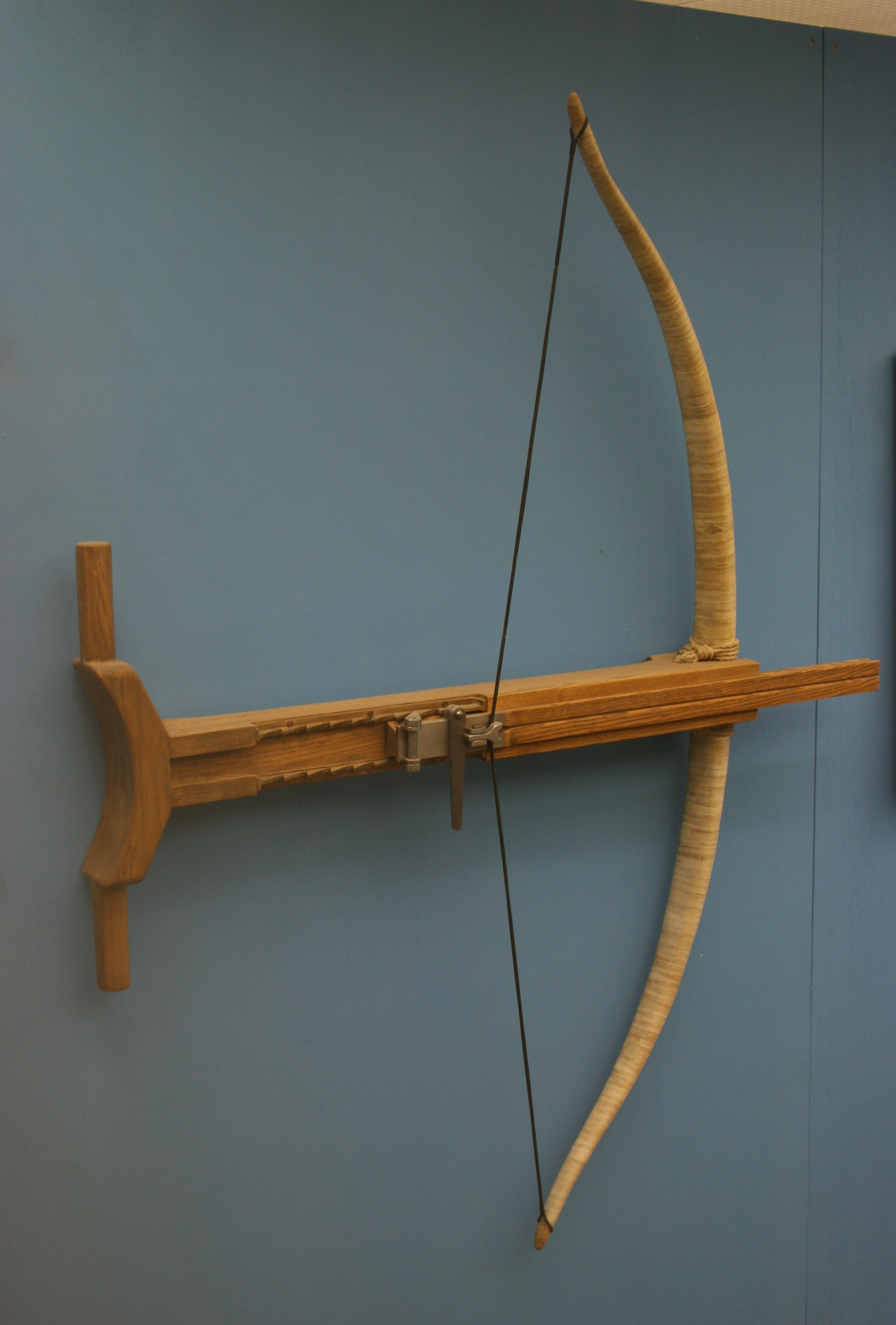
古希腊腹張弩。
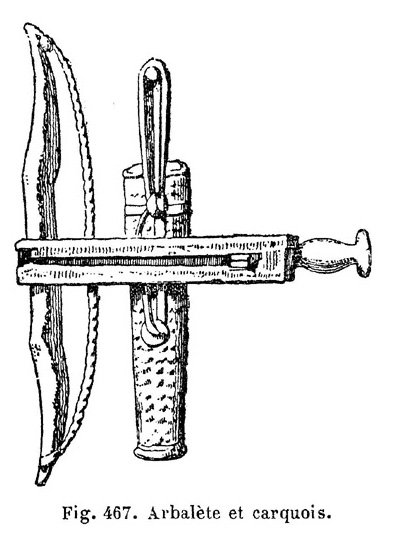
根據浮雕繪製的羅馬弩。
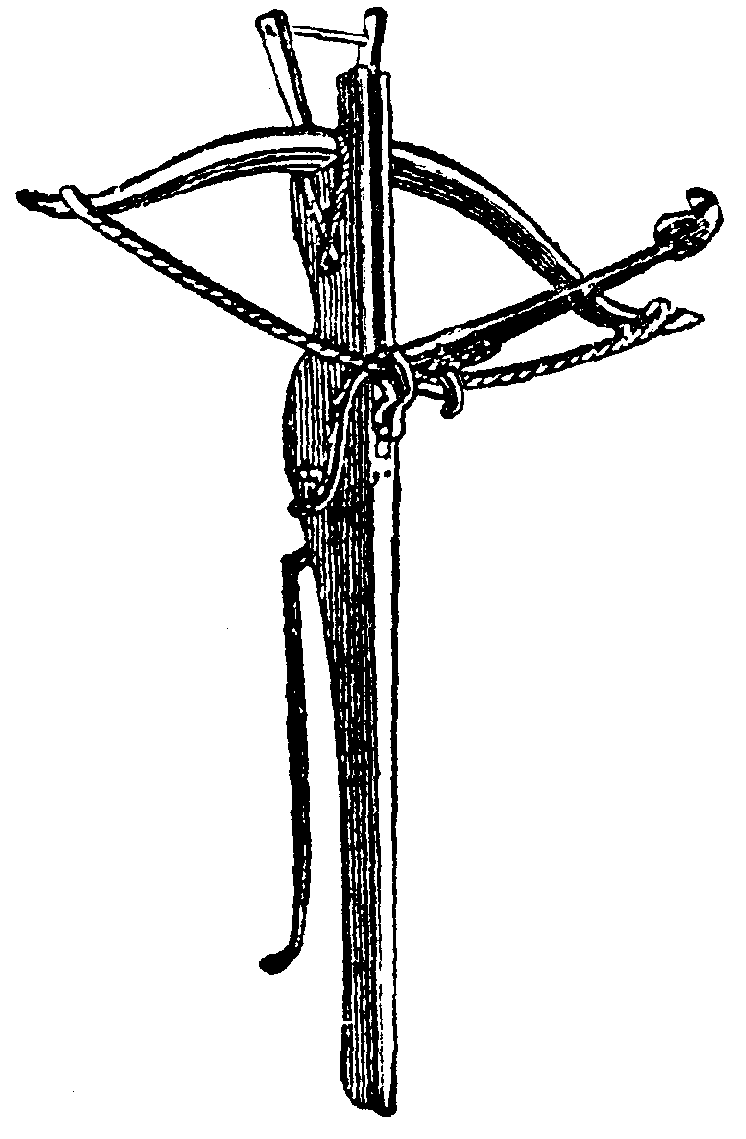
拉桿式（Pull lever）弩
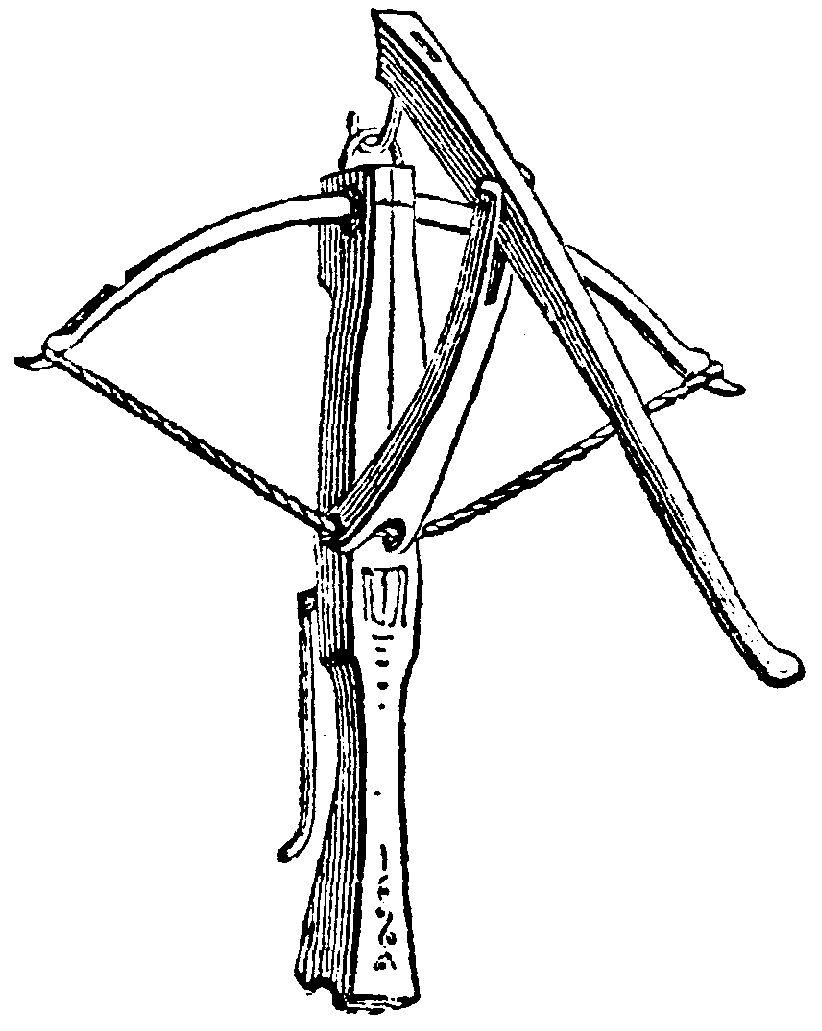
推桿式（Push lever）弩
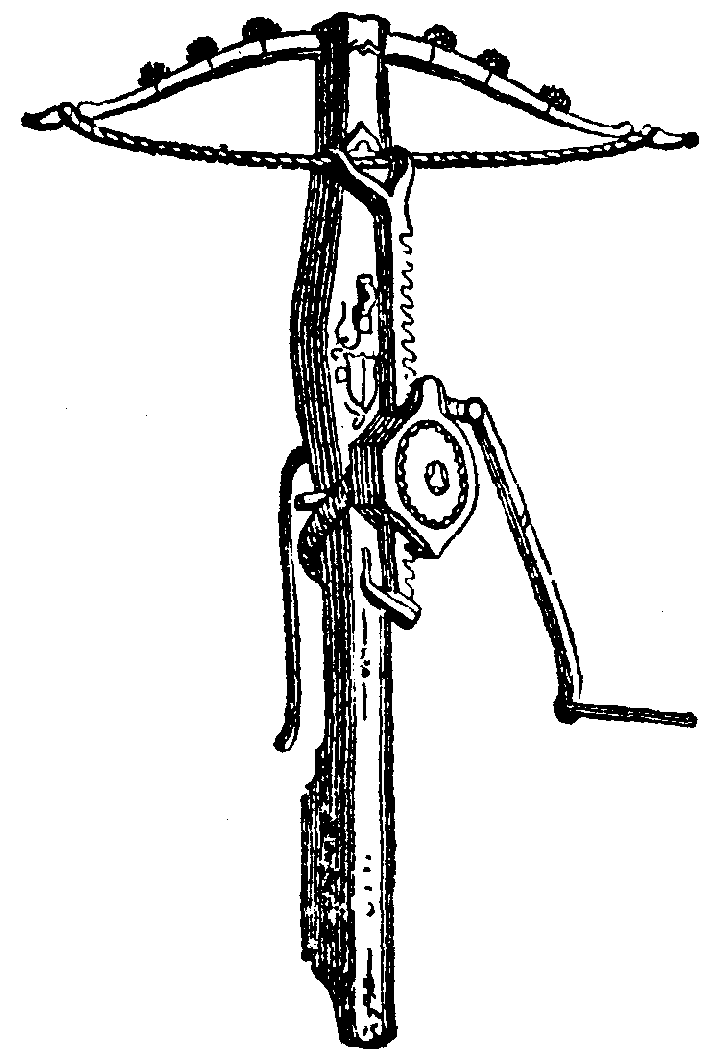
齒輪式（Cranequin（Rack & Pinion））弩
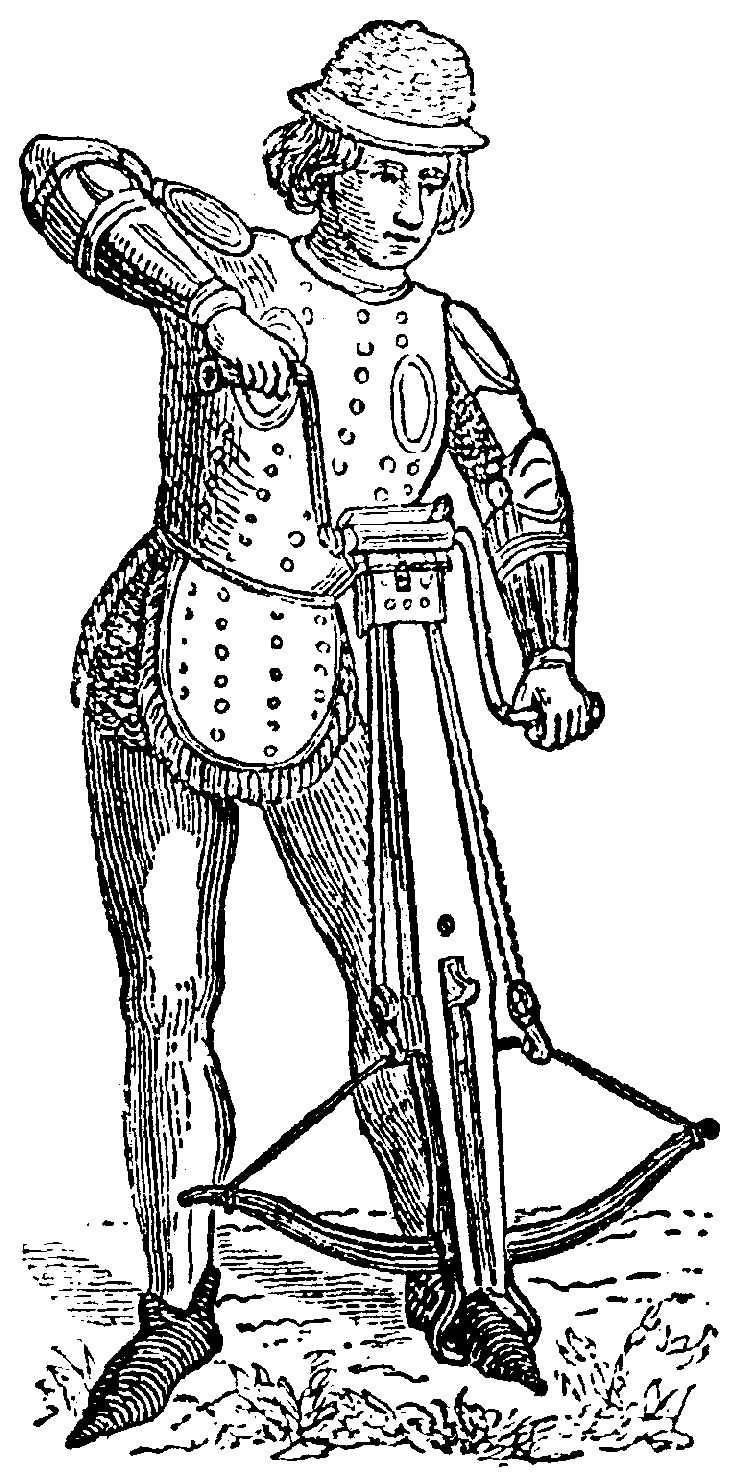
滑輪式（Windlass）弩
弩的圖案被用於英國貴族紋章
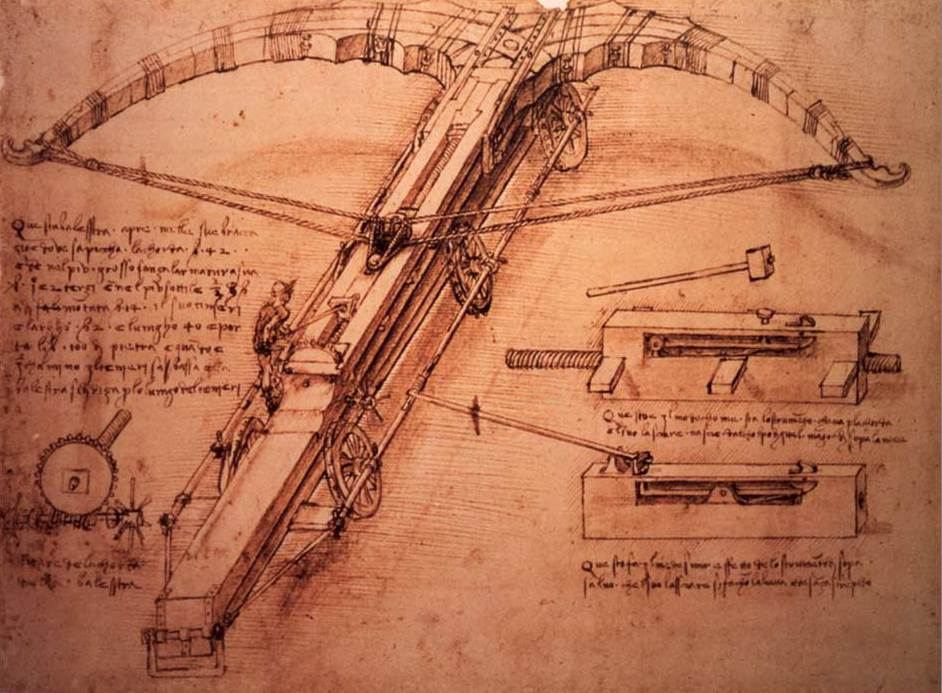
達文西繪製的超巨型弩

古希臘在公元前5世紀就有弩，為腹弩（Gastraphetes），曾給步兵使用過。亦有大型化的銳箭弩（Oxybeles）。腹弩後來演變出了扭力投射機（Ballista）。
古羅馬的浮雕顯示羅馬人的狩獵用弩，但不清楚弩機結構。
由于使用弩不需要太多的训练和技巧，却拥有极大的杀伤力，使得很多新兵就能轻易地杀死一个花费了一生时间进行训练的骑士。
從西元十二世紀弩開始欧洲得以普及，還發明了各種拉弦的工具，初期弩前方的弓部是以紫杉木或楡木製成，到了十四世紀出現了以鋼鐵製造的弓部，但在嚴寒地區弓身容易折斷，多半加上鯨鬚或木材補強。
著名的狮心王理查一世就曾两次为弩箭所伤，并在第二次不治。很多人（特别是那些骑士）仍然认为弩是不公平且不人道的。
西元1139年的拉特朗宗教會議中，教廷嚴禁基督教徒彼此在武裝衝突時使用這項武器，但沒有人遵守。

## 应用

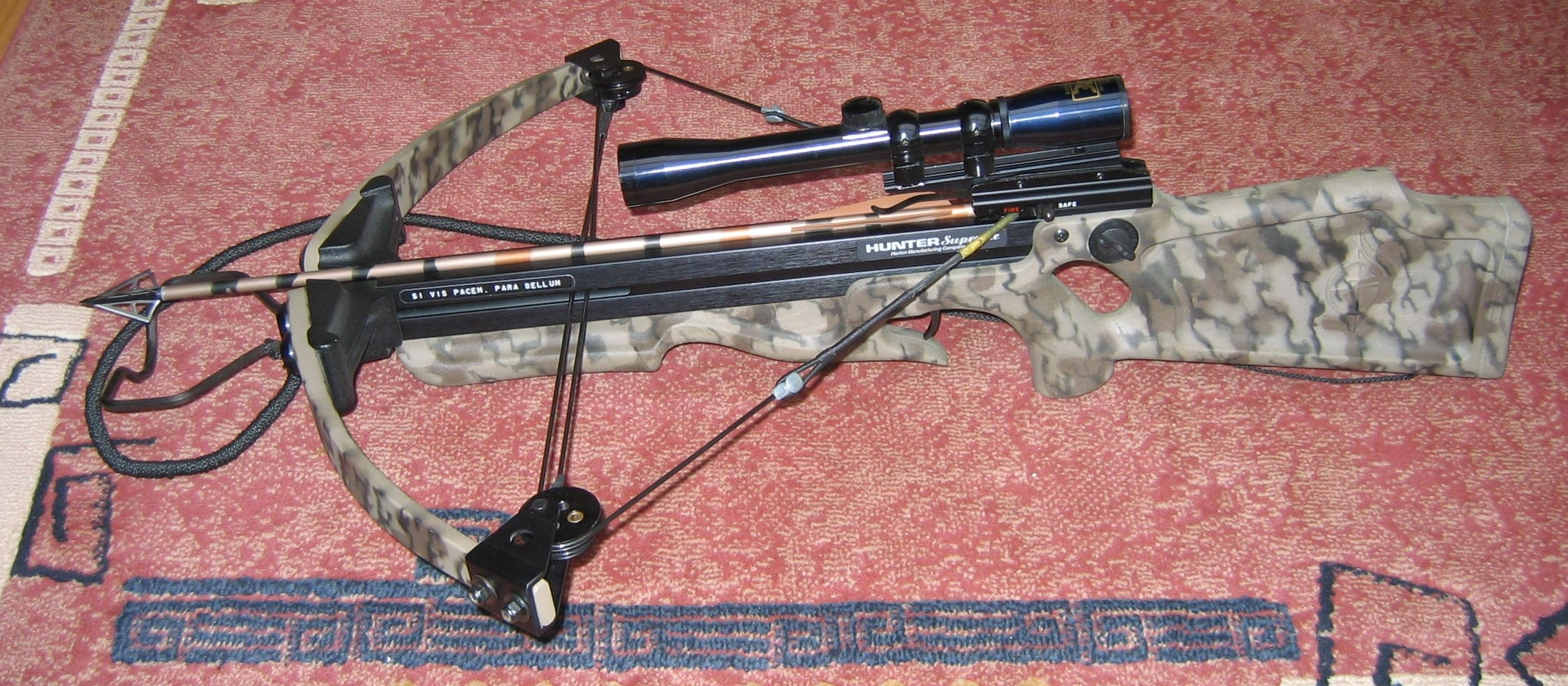
装有瞄准器的现代複合弩。

### 军事

#### 古代
弩在中国古代和中世纪欧洲是一种大威力的远距离杀伤武器，通常可能够穿透盔甲。

#### 現代
一度銷聲匿跡之後，在當今熱兵器已得到廣泛運用的現代戰爭環境中，弩再次獲得世界部分國家軍警部隊的重視。
由於弩在發射時無聲無光無高熱，既可隱蔽射殺目標（相對於無消音熱兵器），又能避免引爆周圍易燃易爆物品，使弩在現代反恐與特種作戰場合，得以發揮一定作用。
秘魯、巴西、塞爾維亞、希臘、土耳其、西班牙和印度的特種部隊有使用現代化的弩。中國人民解放軍和中國人民武裝警察部隊雪豹突擊隊也有裝備警用弩，並在處理烏魯木齊七五事件過程中使用。

### 競技

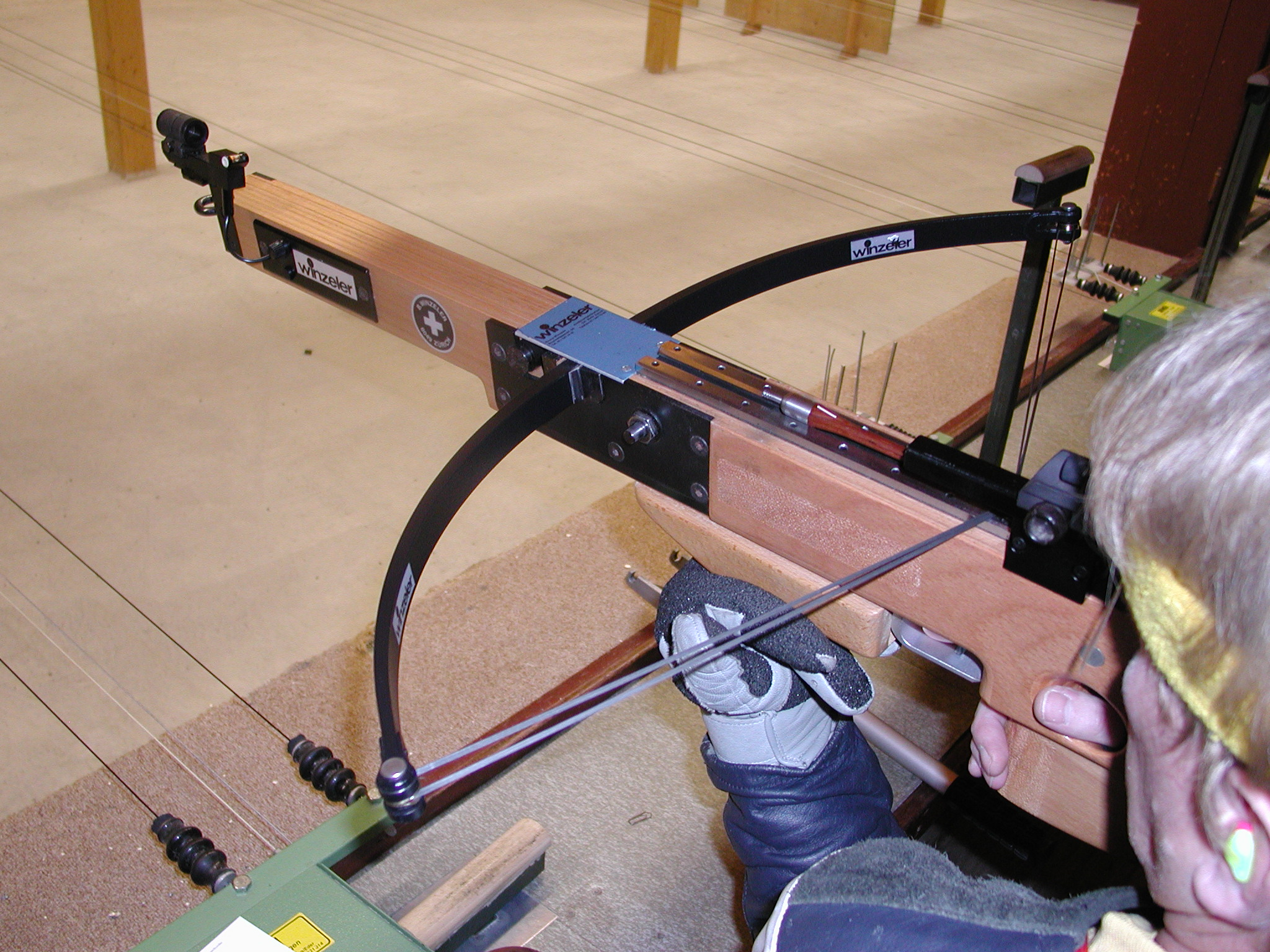
體育競賽用的弩。

在一些地方，射弩是一项现代竞技体育运动项目。射弩目前并不是现代奥林匹克运动会的比赛项目之一。在北美、亚洲、澳洲和非洲的一些地区，弩仍被原住民用作狩猎工具。
一些户外运动爱好者喜欢选择弩作为狩猎工具。

### 取樣
在对鲸类的科研活动中，弩被用来作为一种取样工具。它能够安全地从鲸鱼身上取得鲸脂的活体样本，同时只对鲸鱼造成最小限度的伤害。

### 引用
1. ↑  鄧曉華《人类文化语言学》，中國廈門大學出版社，1993年。
2. 1 2 3  成東、鍾少異《中國古代兵器圖集》。
3. ↑  .   [2024-04-10]. （原始内容存档于2024-04-10）.
4. 1 2 3  《武備誌·卷一百三·軍資乘·戰·器械二·一》
5. ↑  Loades 2018.
6. ↑  You 1994，第80頁.
7. ↑  . Asian Traditional Archery Research Network. 18 May 2008  [20 August 2008]. （原始内容存档于18 May 2008）.
8. ↑  徐中舒〈飞射与弩之渊源及关于此类名物之考释〉， 《中央研究院歷史語言研究所集刊》4本4分，1934年1月。
9. ↑  漢·趙曄《吳越春秋》：「陳音對越王問道：『弩生於弓，弓生於彈，⋯(楚)琴氏以為弓矢不足以威天下，⋯乃橫弓著臂，施機設樞，加之以力，然後諸侯可服。』」
10. ↑  見《百戰奇略》卷三，原文：「……孫臏度其行，暮當至馬陵。〔馬陵〕道狹，而旁多阻隘，可伏兵，乃斫大木白而書之曰『龐涓死此樹下』。於是，齊軍善射者萬弩，夾道而伏斫木下，期曰：『暮見舉火即萬弩俱發。』涓果夜至，立木下見白書，乃鑽火燭之。讀其書未畢，齊軍萬弩俱發，魏軍大亂 〔相失〕。……」
11. ↑  見《漢書》卷四十九 爰盎晁錯傳第十九，原文：「……今匈奴地形、技藝與中國異。……勁弩長戟，射疏及遠，則匈奴之弓弗能格也……」
12. ↑  Gurstelle, William (2004).The Art of the Catapult. Chicago Review Press. ISBN 1-55652-526-5, p. 49
13. ↑  . english.pladaily.com.cn.   [2025-05-27]. （原始内容存档于2014-02-02）.
14. ↑  . www.saorbats.com.ar.   [2025-05-27]. （原始内容存档于2009-03-05）.
15. ↑  . www.segurancaedefesa.com.   [2025-05-27]. （原始内容存档于2009-03-05）.
16. ↑  . the Guardian. 1999-08-09  [2025-05-27]. （原始内容存档于2023-04-21） （英语）.
17. ↑  . www.daylife.com.   [2025-05-27]. （原始内容存档于2009-01-12） （英语）.
18. ↑  . i96.photobucket.com.   [2025-05-27]. （原始内容存档于2022-11-26） （英语）. 外部链接存在于|title= (帮助)
19. ↑  . i96.photobucket.com.   [2025-05-27]. （原始内容存档于2016-03-03）.
20. ↑  . www.boinasverdes.org.   [2025-05-27]. （原始内容存档于2010-02-12）.
21. ↑  . www.bharat-rakshak.com.   [2025-05-27]. （原始内容存档于2007-10-25）.
22. ↑  . The Telegraph. 2009-07-09  [2025-05-27] （英语）.

## 研究書目
- Joseph Needham（李約瑟）& Robin D. S. Yates（葉山）著，鍾少異 等譯：《中國科學技術史》，第5卷第6分冊，《軍事技術：拋射武器及攻守城技術》（上海：上海古籍出版社，2004）。

## 延伸阅读
[在维基数据编辑]
 《欽定古今圖書集成·經濟彙編·戎政典·弩部》，出自陈梦雷《古今圖書集成》